# Долгая помолвка (фильм)
«Долгая помолвка» (фр. Un long dimanche de fiançailles, англ. A Very Long Engagement) — французская военная мелодрама режиссёра Жан-Пьера Жёне, вышедшая на экраны в 2004 году. Экранизация одноимённого романа Себастьена Жапризо.
Фильм был представлен на «Оскар» в номинациях лучшая операторская работа и лучшая работа художника. Кроме того, лента стала пятикратным лауреатом премии «Сезар» и ряда других наград.

## Сюжет
В Первую мировую войну, во время битвы на Сомме, пятеро французских солдат попадают под трибунал по обвинению в намеренном нанесении себе увечий из страха перед утренней атакой. Трибунал приговаривает всех пятерых к смерти, и их выбрасывают на нейтральную полосу между двумя линиями фронта — около аванпоста «Бинго в сумерках». После этого обо всех пятерых ничего не известно. В последовательности появления этих солдат на экране и их краткой «военной биографии» возникает пятый по порядку солдат со своей историей — это Манек, жених главной героини фильма, очаровательной Матильды, которая не верит в то, что её возлюбленный умер. Её сердце говорит ей обратное. После окончания войны Матильда проводит своё собственное расследование, постепенно узнавая, что на самом деле произошло в тот день у «Бинго в сумерках».

## Создатели фильма

### В ролях
| Актёр               | Роль                                                         |
| ------------------- | ------------------------------------------------------------ |
| Одри Тоту           | Матильда                                                     |
| Гаспар Ульель       | Манек-Василёк                                                |
| Доминик Пиньон      | Сильвен (дядя Матильды)                                      |
| Шанталь Нойвирт     | Бенедикт (тётя Матильды)                                     |
| Кловис Корньяк      | Бенуа Нотр-Дам, «Дордоньская деревенщина»                    |
| Альбер Дюпонтель    | Селестен Пу, «Гроза армий»                                   |
| Дени Лаван          | Франсис «Шесть Су» Гиньяр                                    |
| Жан-Пьер Бекер      | сержант Даниэль Эсперанца                                    |
| Доминик Беттенфельд | Анж Бассиньяно, «Уголовник»                                  |
| Марион Котийяр      | проститутка Валентина «Тина» Ломбарди (любовница Бассиньяно) |
| Джоди Фостер        | Элоди Горд                                                   |
| Чеки Карио          | капитан Фавурье                                              |
| Жан-Пьер Дарруссен  | капрал Бенжамен «Сухарь» Горд (друг Бастоша)                 |
| Жером Кирхер        | капрал Клебер «Бастош» Буке                                  |
| Жюли Депардьё       | Вероник Пассаван                                             |
| Андре Дюссолье      | Пьер-Мари Рувьер                                             |
| Тики Ольгадо        | Жермен-Лис                                                   |
| Були Ланнерс        | капрал Шардоло                                               |
| Жан-Поль Рув        | почтальон                                                    |
| Рюфюс               | бретонец                                                     |
| Фредерик Бель       | проститутка                                                  |
| Элина Лёвенсон      | немка                                                        |

## Интересные факты
- Во время фильма Манек несколько раз выбивает (на колоколе, на скале, а затем на дереве на нейтральной полосе) буквы «МММ». Эти буквы означают «Manech aime Mathilde», «Манек любит Матильду» — во французском языке слово «aime» произносится так же, как буква «M» ([em]). В русском переводе Манек говорит «Манек — муж Матильды», «Матильда — мечта Манека», чтобы звуки соответствовали русскому написанию букв.
- «Долгая помолвка» — вторая совместная работа Жан-Пьера Жёне и Одри Тоту после знаменитой «Амели». Этому факту фильм обязан своим неофициальным теглайном — «Амели идёт на войну»[3]. Официальный теглайн фильма — «Никогда не отпускай» (Never let go).

## История проката
Даты премьер приведены в соответствии с данными IMDb.
| - Бельгия — 27 октября 2004 - Франция — 27 октября 2004 - США — 26 ноября 2004 - Россия — 2 декабря 2004 - Канада — 17 декабря 2004 - Австралия — 26 декабря 2004 - Новая Зеландия — 26 декабря 2004 - Нидерланды — 13 января 2005 - Исландия — 14 января 2005 - Дания — 21 января 2005 - Финляндия — 21 января 2005 - Великобритания — 21 января 2005 - Германия — 27 января 2005 - Португалия — 27 января 2005 - Швейцария — 27 января 2005 (немецкоязычные регионы) - Австрия — 28 января 2005 - Греция — 28 января 2005 - Испания — 28 января 2005 - Швеция — 28 января 2005 - Филиппины — 2 февраля 2005 - Венгрия — 3 февраля 2005 - Болгария — 4 февраля 2005 | - Эстония — 4 февраля 2005 - Чехия — 10 февраля 2005 - Италия — 11 февраля 2005 - Панама — 11 февраля 2005 - Польша — 11 февраля 2005 - Сингапур — 17 февраля 2005 - Китайская Республика — 18 февраля 2005 - Уругвай — 18 февраля 2005 - Чили — 24 февраля 2005 - Бразилия — 25 февраля 2005 - Япония — 25 февраля 2005 (премьерный показ на кинофестивале «Юбари») - Израиль — 10 марта 2005 - Республика Корея — 11 марта 2005 - Япония — 12 марта 2005 - Таиланд — 17 марта 2005 - Мексика — 18 марта 2005 - Гонконг — 23 марта 2005 (премьерный показ на международном кинофестивале в Гонконге) - Турция — 25 марта 2005 - Гонконг — 31 марта 2005 - Аргентина — 7 апреля 2005 - Венесуэла — 8 апреля 2005 |

## Награды и номинации
Список наград и номинаций приведён в соответствии с данными IMDb.

### Награды
| Список наград | Список наград                                   | Список наград                        | Список наград                                        |
| Год           | Событие                                         | Номинация                            | Награждённый                                         |
| ------------- | ----------------------------------------------- | ------------------------------------ | ---------------------------------------------------- |
| 2004          | Премия Ассоциации кинокритиков Чикаго           | Лучший фильм на иностранном языке    |                                                      |
| 2004          | Премия Кружка кинокритиков Флориды              | Лучший фильм на иностранном языке    |                                                      |
| 2005          | Премия Американского общества кинематографистов | Лучшая операторская работа           | Брюно Дельбоннель                                    |
| 2005          | Кинопремия «Сезар»                              | Лучшая операторская работа           | Брюно Дельбоннель                                    |
| 2005          | Кинопремия «Сезар»                              | Лучший дизайн костюмов               | Мадлин Фонтен                                        |
| 2005          | Кинопремия «Сезар»                              | Лучшая работа художника-постановщика | Алин Бонетто                                         |
| 2005          | Кинопремия «Сезар»                              | Лучшая женская роль второго плана    | Марион Котийяр                                       |
| 2005          | Кинопремия «Сезар»                              | Самый многообещающий актёр           | Гаспар Ульель                                        |
| 2005          | Премия Ассоциации кинокритиков Форт-Уэрта       | Лучший фильм на иностранном языке    |                                                      |
| 2005          | Премия Эдгара Аллана По                         | Лучший кинофильм                     | Жан-Пьер Жёне (сценарий), Себастьена Жапризо (роман) |
| 2005          | European Film Awards                            | Лучшая работа художника-постановщика | Алин Бонетто                                         |
| 2005          | Премия Кружка кинокритиков Канзас-Сити          | Лучший фильм на иностранном языке    |                                                      |
| 2005          | Премия «Люмьер»                                 | Лучшая режиссура                     | Жан-Пьер Жёне                                        |
| 2005          | Премия Кружка кинокритиков Ванкувера            | Лучший фильм на иностранном языке    |                                                      |
| 2005          | World Soundtrack Awards                         | Лучший композитор                    | Анджело Бадаламенти                                  |

### Номинации
| Список номинаций | Список номинаций                       | Список номинаций                                | Список номинаций                                                                                            |
| Год              | Событие                                | Награда                                         | Номинант |
| ---------------- | -------------------------------------- | ----------------------------------------------- | --- |
| 2005             | Кинопремия «Оскар»                     | Лучшая работа художника-постановщика            | Алин Бонетто                                                                                                |
| 2005             | Кинопремия «Оскар»                     | Лучшая операторская работа                      | Брюно Дельбоннель                                                                                           |
| 2005             | Кинопремия «BAFTA»                     | Лучший фильм не на английском языке             | Франсис Боеспфлаг, Жан-Пьер Жёне                                                                            |
| 2005             | Critics Choice Award                   | Лучший фильм на иностранном языке               | |
| 2005             | Кинопремия «Сезар»                     | Лучшая женская роль                             | Одри Тоту                                                                                                   |
| 2005             | Кинопремия «Сезар»                     | Лучшая режиссура                                | Жан-Пьер Жёне                                                                                               |
| 2005             | Кинопремия «Сезар»                     | Лучший монтаж                                   | Эрве Шнайд                                                                                                  |
| 2005             | Кинопремия «Сезар»                     | Лучший фильм года                               | Жан-Пьер Жёне                                                                                               |
| 2005             | Кинопремия «Сезар»                     | Лучший саундтрек                                | Анджело Бадаламенти                                                                                         |
| 2005             | Кинопремия «Сезар»                     | Лучший звук                                     | Жан Умански, Жерар Арди, Венсан Арнарди                                                                     |
| 2005             | Кинопремия «Сезар»                     | Лучший адаптированный или оригинальный сценарий | Жан-Пьер Жёне, Гийом Лоран                                                                                  |
| 2005             | European Film Awards                   | Лучшая женская роль                             | Одри Тоту                                                                                                   |
| 2005             | European Film Awards                   | Лучшая операторская работа                      | Брюно Дельбоннель                                                                                           |
| 2005             | European Film Awards                   | Лучший монтаж                                   | Эрве Шнайд                                                                                                  |
| 2005             | Кинопремия «Золотой глобус»            | Лучший фильм на иностранном языке               | |
| 2005             | Премия Лондонского кружка кинокритиков | Лучший фильм на иностранном языке               | |
| 2005             | Кинопремия «Golden Reel Award»         | Лучший звук в иностранных фильмах               | Жерар Арди, Лоран Коссаян, Янник Вернье, Игорь Томас-Жарар, Александр Видмер, Седрик Денуз, Марилена Кавола |
| 2005             | Кинопремия «Golden Satellite Award»    | Лучшая операторская работа                      | Брюно Дельбоннель                                                                                           |
| 2005             | Кинопремия «Golden Satellite Award»    | Лучший фильм на иностранном языке               | |